# Declan Ganley
Declan Ganley, född 23 juli 1968 i Watford, Hertfordshire (Storbritannien), är grundare av folkrörelsen Libertas, som drev en kampanj mot Lissabonfördraget i folkomröstningen på Irland i juni 2008.
Ganley är i grunden affärsman och driver en rad företag. Med hjälp av sin förmögenhet kunde han finansiera Libertas verksamhet. I Europaparlamentsvalet 2009 ställde han upp som kandidat, men misslyckades med att ta mandat. Han avgick följaktligen som ledare för Libertas och lämnade den politiska scenen.